# Hermonassoides problematica
Hermonassoides problematica là một loài bướm đêm trong họ Noctuidae.